# Trajče Krsteski
Trajče Krsteski (Prilep, Makedonija, 18. svibnja 1950. – Prilep. 24. prosinca 2016.), makedonski pripovjedač, romansijer, dramski pisac, pjesnik, novinar, urednik i nakladnik.

## Životopis
Trajče Krsteski osnovno je i srednje obrazovanje završio u rodnome mjestu. Na Filološkom fakultetu Univerziteta “Kiril i Metodij” u Skoplju studirao je književnost. Radio je kao novinar na skopskom Radiju. Od 1970. urednik je časopisa “Stremež” (Prilep), a trenutačno je zaposlen kao urednik nakladničke djelatnosti toga časopisa.
Iako je svoje prve književne uratke (pripovijetke) počeo objavljivati već 1967. godine, Krsteski pripada tzv. četvrtoj generaciji poslijeratnih makedonskih pisaca koji su se na književnoj sceni afirmirali tijekom sedamdesetih godina 20. stoljeća. Kao pripovjedač i romansijer tipičan je predstavnik svoje generacije, posve okrenute propitivanju novih, antitradicionalnih modela proznoga diskursa. Unoseći stanovitu dozu (samo)ironije i sarkazma u stroge prostore tijeka svijesti, služeći se ekstremno racionaliziranim dijalozima u posve neracionalnim okolnostima njegovih složenih, gdjekad kafkijanski zapletenih fabula, stvorio je prepoznatljiv tip nove proze unutar makedonske rane postmoderne (V. Mančev, M. Madžunkov, A. Kliman, Z. Kovačevski), za kojom će uslijediti novi tzv. peti krug (V. Andonovski, D. Mihajlovski, A. Prokopiev, J. Vladova, D. Duracovski i dr.). 
  Arhivirana inačica izvorne stranice od 23. svibnja 2007. (Wayback Machine)
Ne odmičući se daleko od općeg mračnog i apatičnog ugođaja koji prožima njegovu prozu, ali sada i pod evidentnim utjecajem europske antidrame (Ionesco, Albee, Beckett) Krsteski je napisao i veći broj zanimljivih dramskih tekstova, premda je njima ipak ostao bliži čitateljima nego kazališnoj publici.
Uvršten je u nekoliko antologija suvremena makedonske proze i prevođen na više starnih jezika.
Živi i stvara u Prilepu.

## Nagrade
- Prva nagrada časopisa “Sovremenost” za najbolju kratku prozu, 1971.
- “Narcisa”
- “Misla”